# Annemarie Reisetbauer
Annemarie Reisetbauer (* 1925 in Linz) ist eine österreichische Filmeditorin.
Annemarie Reisetbauer begann nach dem Zweiten Weltkrieg ihre Ausbildung bei der Wien-Film. Ab Ende der 1950er Jahre begann ihre Tätigkeit beim Filmschnitt und arbeitete dann oftmals zusammen mit Editorin Paula Dworak. Bis 1979 war sie in diesem Bereich tätig und wirkte an 14 Produktionen mit.

## Filmographie (Auswahl)
- 1958: Frauensee
- 1964: Liebesgrüße aus Tirol
- 1964: Jetzt dreht die Welt sich nur um dich
- 1965: Das Liebeskarussell
- 1965: Ferien mit Piroschka
- 1967: Das große Glück
- 1968: Ich spreng’ Euch alle in die Luft – Inspektor Blomfields Fall Nr. 1
- 1968: Otto ist auf Frauen scharf
- 1969: Die Moritat vom Räuberhauptmann Johann Georg Grasel (Fernsehfilm)
- 1976: Jakob der Letzte